# Pontrieux
Pontrieux é uma comuna francesa na região administrativa da Bretanha, no departamento Côtes-d'Armor. Estende-se por uma área de 1,02 km². Em 2010 a comuna tinha 1 042 habitantes (densidade: 1 021,6 hab./km²).029 hab/km².